# 阿马尔瓦拉
阿马尔瓦拉（Amarwara），是印度中央邦Chhindwara县的一个城镇。总人口12025（2001年）。

## 人口
该地2001年总人口12025人，其中男性6283人，女性5742人；0—6岁人口1765人，其中男925人，女840人；识字率70.25%，其中男性为76.99%，女性为62.87%。